# Auchtermuchty
Auchtermuchty est une ville située dans le Fife, en Écosse. En 2020 la population de Auchtermuchty est estimée à 2 070 habitants.